# 토카타, 아다지오와 푸가 다장조, BWV 564

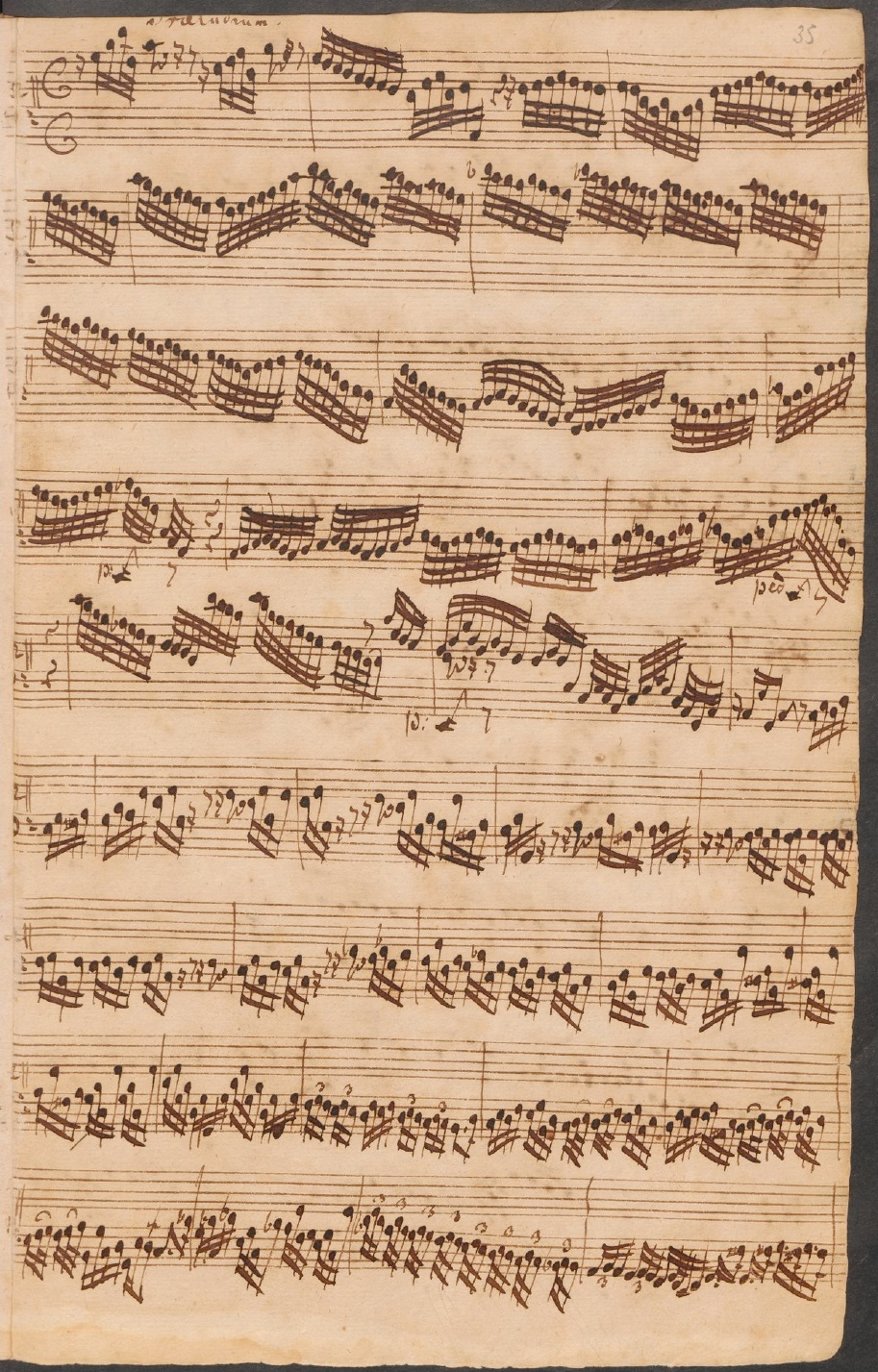
BWV 564의 오프닝 부분. 18세기의 사본.

토카타, 아다지오와 푸가 다장조, BWV 564는 요한 제바스티안 바흐의 오르간 작품이다. 바흐의 다른 대부분의 오르간 작품의 경우와 마찬가지로 원고 악보가 남아 있지 않다. 최초의 원고는 바흐가 바이마르에 머물던 중후반인 1719년~1727년에 제작된 것으로 추정된다. 바흐의 초기 작품 중 하나로, BWV 538, BWV 540 등과 같은 비슷한 시기에 작곡된 다른 토카타와 몇 가지 유사점을 공유한다. 모두 협주곡 스타일과 형식의 영향을 보여준다.

## 구성
음악은 이전 전주곡 형식의 업데이트되고 확장된 형식, 페달 솔로, 동기-대위법 섹션으로 시작된다. 수사적 쉼표에 이어 토닉으로 돌아가는 것과 단일 페달 음표는 모두 오래된 전통의 일부이다. 그러나 다음의 페달 솔로는 오르간 문헌에서 독특하다. 이는 알려진 가장 긴 페달 도입부로서 바흐의 모델 또는 자신의 초기 작품의 범위를 훨씬 뛰어넘었다. 여러 학자들은 이 첫 번째 악장의 구성이 어떻게 협주곡의 구성을 연상시키는지에 주목했다. 시작 매뉴얼과 페달 악절이 "솔로"로 간주되고 닫히는 대위법 섹션이 "투티"로 간주되는 경우이다.
두 번째 악장은 다시 두 부분으로 나뉜다. 하나는 Adagio로 표시되고 다른 하나는 Grave로 표시된다. 오르간 작품에 중간 느린 악장을 삽입한 것은 바흐에게는 이례적인 일이었지만, 이 아이디어의 흔적은 같은 시기의 다른 작품에서 찾을 수 있다. 최종 버전에서 제거되었지만 후기 오르간 트리오 소나타 중 하나인 BWV 529에 포함된 느린 트리오를 포함한다. 아다지오는 실현된 통주저음 부분으로 볼 수 있는 것에 대한 초기 바흐의 특징인 짧은 프레이즈로 구성된 멜로디이다. 음악은 주세페 토렐리의 협주곡 다장조 Op. 8 No. 1이지만 바흐의 작품에서 이 아다지오는 홀로 서 있으며 유사점이 없다. 풍부한 나폴리 6화음과 준 피치카토 페달은 이탈리아의 영향을 암시한다. Adagio는 짧은 Grave 섹션으로 원활하게 흐르며, italiante durezze 반음계 진행을 통해 다음 코드 위에 매달린 감소된 7번째 코드의 여러 인스턴스로 확대되어 토닉으로 다시 연결된다.
세 번째 악장은 6/8의 당당한 4성부 푸가이다. 그것은 푸가의 전형적인 대주제를 포함하는데, 대위법에 익숙하지 않은 청취자에게도 푸가의 구조를 이해 할 수있는 명료하고 투명하게 작곡되었다.매우 독특한 점은 주제 후반부에 헤미올라를 포함한것과 명확한 종지감이 느껴지는 주제이다. 제시부에서 소프라노부터 베이스까지 순차적으로 제시되며 주제와 대주제가 일정한 규칙으로 등장하는 일종의 순열푸가이다. 제시부 이후 다양한 성부와 조성에 등장하는 주제와 대주제가 함께 풍성한 구조를 만들어낸다. 주제의 마지막 도입이후 페달의 지속음 위에 화려한 페시지가 흐르는 코다로 이어지는데, 갑작스러운 종지가 매우 인상적이며 효과적이다.

## 참고 자료
- Jones, Richard Douglas. 2007. The Creative Development of Johann Sebastian Bach: Music to Delight the Spirit. Volume 1: 1695-1717. Oxford University Press. ISBN 0-19-816440-8ISBN 0-19-816440-8
- Williams, Peter F. 2003. The Organ Music of J. S. Bach. Cambridge University Press. ISBN 0-521-81416-2ISBN 0-521-81416-2